# Frank Richter (Politiker)

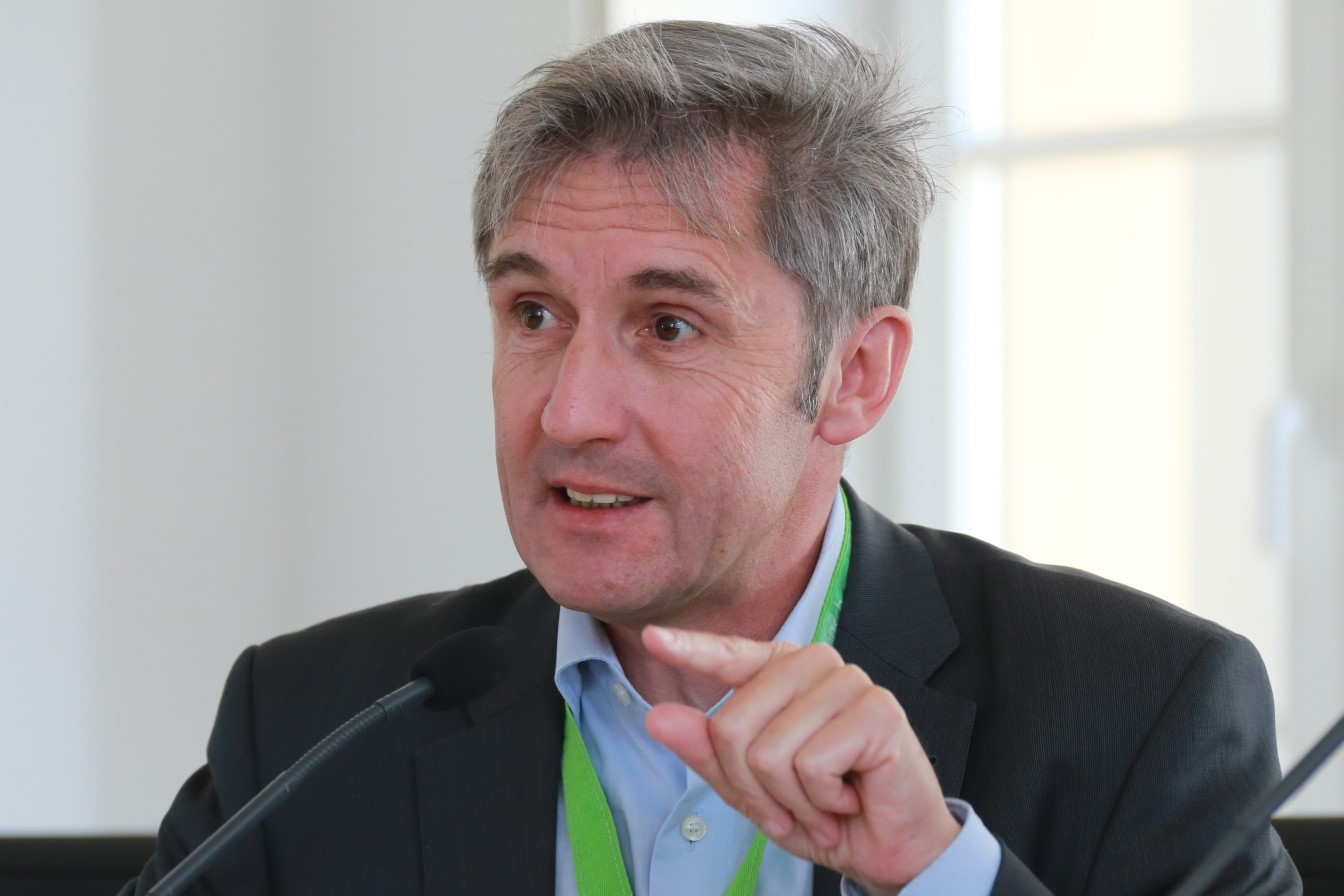
Frank Richter, 2016

Frank Richter (* 20. April 1960 in Meißen) ist ein deutscher Politiker (SPD, zuvor CDU und parteilos), Theologe und früherer Bürgerrechtler. Von 2019 bis 2024 war er Abgeordneter im Sächsischen Landtag.
In der Friedlichen Revolution in der DDR wurde er als Gründer der Gruppe der 20 in Dresden bekannt. Von 2009 bis 2016 war Richter Direktor der Sächsischen Landeszentrale für politische Bildung und vom 1. Februar 2017 bis zum 30. Juli 2018 Geschäftsführer der Stiftung Frauenkirche Dresden. Im September 2018 war er Kandidat für die Wahl des Oberbürgermeisters in Meißen und unterlag dem bisherigen Amtsinhaber knapp in der Stichwahl.
Richter gehörte seit den 1990er Jahren bis 2017 der CDU an. 2021 trat er der SPD bei.
Richter moderiert und analysiert regelmäßig Konflikte und Problemlagen in den Bereichen Fremdenfeindlichkeit und Migration in Sachsen.

## Leben und Aufgaben
Frank Richter wuchs als Sohn eines evangelischen Maurers und einer römisch-katholischen Bürokauffrau in Großenhain auf und besuchte die dortige Pestalozzi-Oberschule. Geprägt durch seine katholische Erziehung sah er sich früh zur kritischen Auseinandersetzung mit der Staatsideologie der DDR gedrängt und konnte sein Ziel eines Pädagogikstudiums aus politischen Gründen nicht verwirklichen. Nach seinem Abitur 1978 besuchte er daher das katholische Vorseminar in Schöneiche bei Berlin, wo er Latein und Griechisch lernte, und war von 1979 bis 1981 Bausoldat der NVA in Stralsund. Anschließend studierte er am Priesterseminar Erfurt und in Neuzelle katholische Theologie. 1987 wurde er zum römisch-katholischen Priester geweiht. Er verbrachte seine Kaplanszeit bis 1989 in Dresden-Pieschen und wurde danach Domvikar an der Dresdner Hofkirche. Als solcher nahm er im Herbst 1989 an den Demonstrationen gegen das DDR-Regime teil. Von 1994 bis 1997 war Richter Diözesanjugendseelsorger des Bistums Dresden-Meißen, anschließend bis 2001 Pfarrer in Aue. Von 2001 bis 2005 war Richter Referent für Religion und Ethik am Sächsischen Staatsinstitut für Bildung und Schulentwicklung (Comenius-Institut) in Radebeul.
Im Jahr 2005 ließ er sich laisieren, um zu heiraten. Er wechselte zur alt-katholischen Kirche, für die er von 2006 bis 2007 als Pfarrer in Offenbach tätig war. Nach Schwierigkeiten mit dem Gemeindeumfeld zog die Familie 2007 in eine andere Stadt in Hessen. Frank Richter arbeitete für einige Zeit als Latein- und Ethiklehrer am Gymnasium Dreieichschule in Langen bei Frankfurt am Main. Er konvertierte noch einmal und gehört seitdem der evangelischen Kirche an.
Auf Vorschlag des sächsischen Kultusministeriums wurde Frank Richter im Februar 2009 zum Direktor der Sächsischen Landeszentrale für politische Bildung ernannt, die er bis zum Jahresende 2016 leitete. 2011 wurde er zum Moderator der von der Dresdener Oberbürgermeisterin Helma Orosz 2009 ins Leben gerufenen Arbeitsgruppe 13. Februar berufen, die eine Koordination der demokratischen Initiativen für das Gedenken an die Bombenangriffe auf Dresden im Februar 1945 anstrebte. Nach Unstimmigkeiten über die Ziele der Arbeitsgruppe verließ er diese im Oktober 2013.
In der Asyldebatte in Sachsen hat sich Richter seit 2013 als Vermittler und Moderator profiliert. Wegen seines auf Verständnis und Dialog zielenden Umgangs mit fremdenfeindlichen Haltungen und Protesten wird er bisweilen als „Pegida-Versteher“ eingeordnet, während der Chef des Kuratoriums der sächsischen Landeszentrale Lars Rohwer seine vermittelnde Arbeit lobte: „Er ist der beste Diplomat, den wir derzeit in Dresden haben.“ Als im August 2016 bekannt wurde, dass Richter die Sächsische Landeszentrale für politische Bildung zum Jahresende verlassen und zur Stiftung Frauenkirche Dresden wechseln würde, bezeichneten die Dresdner Neuesten Nachrichten den Abgang Richters nach knapp achtjähriger Leitungstätigkeit als „Ende einer Ära“.
Richter war seit Anfang der 1990er Jahre Mitglied der CDU, trat aber 2017 aus der Partei aus. Zur Begründung verwies er unter anderem auf die seiner Meinung nach fehlende Streitkultur im sächsischen CDU-Landesverband.
Im September 2018 trat Richter als parteiloser Kandidat mit Unterstützung des Wahlbündnisses Bürger für Meißen – Meißen kann mehr! sowie der Parteien Die Linke, Bündnis 90/Die Grünen und SPD zur Wahl des Oberbürgermeisters in Meißen an. Dafür zog Richter in seine Geburtsstadt und gab seine Stellung als Geschäftsführer bei der Stiftung Frauenkirche zum 30. Juli 2018 auf. Im ersten Wahlgang am 9. September 2018 setzte sich Richter mit 36,7 % gegen den CDU-unterstützten Amtsinhaber Olaf Raschke durch, der mit 32,5 % das zweitbeste Ergebnis erreichte. Da beide die absolute Mehrheit verfehlten, entschied der zweite Wahlgang zwei Wochen später. In der Stichwahl unterlag Richter dem von CDU und AfD unterstützten Amtsinhaber am 23. September 2018 mit einer Differenz von weniger als einhundert Stimmen: Für Raschke stimmten mit 4772 Wahlberechtigten 43,5 Prozent, für Richter 4675 und damit 42,6 Prozent der Wähler.
Nach der gescheiterten Bürgermeisterkandidatur, die weit über Meißen und Sachsen hinaus beachtet worden war, kündigte Frank Richter an, ein Buch über den Wahlkampf schreiben und sich weiter politisch engagieren zu wollen. Bei der Landtagswahl in Sachsen 2019 zog Richter als parteiloser Kandidat auf Platz 7 der Landesliste der SPD Sachsen in den Sächsischen Landtag ein. Im Mai 2021 trat er in die SPD ein.
Zur Landtagswahl am 1. September 2024 trat Richter im Wahlkreis Meißen 3 an, nicht jedoch auf der Landesliste der SPD Sachsen. Mit 6,0 Prozent Direktstimmenanteil im Wahlkreis verpasste Richter das Direktmandat und schied damit aus dem Landtag aus. Er kündigte an, Sachsen zu verlassen. Inzwischen lebt er in Merseburg in Sachsen-Anhalt; dort ist er Datenschutzbeauftragter der Stadt und leitete 2024 als Wahlverantwortlicher die Kommunalwahl in Merseburg.

## Politische Wahrnehmung

### Beteiligung an der Bürgerbewegung in Dresden 1989
Frank Richter nahm an der Demonstration am 8. Oktober 1989 auf der Prager Straße in Dresden teil, bei der die Volkspolizei am Sonntagabend hunderte Menschen einkesselte. Aus der Menge heraus gelang es dem damals 29-jährigen Richter gemeinsam mit Kaplan Andreas Leuschner, in Verhandlungen mit den Polizisten einzutreten. Richter und Leuschner bildeten die aus Demonstranten bestehende Gruppe der 20, die als erste oppositionelle Gruppierung offiziell als Gesprächspartner der Staatsmacht, in Dresden in Person des Oberbürgermeisters Wolfgang Berghofer, akzeptiert wurde. Obgleich er sich aufgrund des kirchenrechtlichen Verbots der politischen Betätigung für katholische Geistliche auf Wunsch seines Bischofs bereits nach dem ersten Dialog am 10. Oktober zugunsten des späteren Dresdner Oberbürgermeisters Herbert Wagner aus der Gruppe zurückzog, blieb Richter bis zu den ersten freien Wahlen im März 1990 einer der wichtigsten Exponenten der Bürgerbewegung in Dresden.

### Asyldebatte und fremdenfeindliche Proteste in Sachsen ab 2013

#### Profilierung als Vermittler
Bereits im Oktober 2013 wurde Frank Richter im Konflikt um eine Asylbewerber-Unterkunft in Chemnitz als Vermittler zwischen den Verantwortlichen und beunruhigten Anwohnern eingeschaltet. Nach Beginn der Pegida-Proteste in Dresden ein Jahr später organisierte Richter als Direktor der Sächsischen Landeszentrale für politische Bildung mehrere Dialogforen, bei denen jeweils rund 150 Pegidabefürworter und -gegner sowie Politiker miteinander ins Gespräch kommen sollten. Er nahm an Talkshows teil, darunter der Sendung von Günther Jauch am 18. Januar 2015, zu der auch die damalige Pegida-Mitorganisatorin Kathrin Oertel eingeladen war. Kritisiert wurde Richter vom Präsidenten der Bundeszentrale für politische Bildung, Thomas Krüger, sowie aus den Reihen von SPD, Die Linke und Bündnis 90/Die Grünen dafür, den damaligen Pegida-Organisatoren Lutz Bachmann und Kathrin Oertel am 19. Januar 2015 nach der Absage der Demonstration wegen Anschlagsdrohungen nach dem Terroranschlag auf das Pariser Redaktionsbüro von Charlie Hebdo Räumlichkeiten der Sächsischen Landeszentrale für politische Bildung für eine Pressekonferenz zur Verfügung gestellt zu haben. Richter wies die Kritik zurück und erklärte, sein Vorgehen sei mit dem Kuratoriumsvorsitzenden Lars Rohwer abgestimmt gewesen. Er stehe zu seinem Entschluss und würde unter den gegebenen Umständen wahrscheinlich wieder so entscheiden.
Nach Einschätzung des Mitteldeutschen Rundfunks genießt Frank Richter „in der Bevölkerung offenbar großen Respekt“ für seinen Umgang mit Pegida. An seinem Wohnort Freital nahm Richter während der Europäischen Flüchtlingskrise 2015 mehrmals an Bürgerversammlungen teil, auf denen von anderen Einwohnern Kritik gegen die Unterbringung von Flüchtlingen laut wurde, und versuchte moderierend auf einen sachlichen Dialog hinzuwirken. Nach dem Ausbruch der bundesweit beachteten fremdenfeindlichen Proteste in Freital sprach Richter im Anschluss an die durch Tumulte und lautstarke Proteste von Asylheimgegnern geprägte Bürgerversammlung vom 7. Juli 2015 von einem „harten Kern von Menschen, die sich menschenfeindlich artikulieren, die identifiziert werden müssen, isoliert und von der Gesamtgesellschaft geächtet werden müssen.“

#### Einschätzungen zur Radikalisierung fremdenfeindlicher Einstellungen
In Interviews äußerte er sich zu den historischen und politischen Hintergründen der Fremdenfeindlichkeit in Sachsen. Das Land leide seit Jahren unter einer hohen rechtsextremistischen Belastungsquote. Die Gesprächs- und Diskussionskultur, die eine offene Gesellschaft auszeichne, sei schwach ausgeprägt. Die Abwehr des Fremden sichere vermeintlich die schwach ausgeprägte Identität, die ihrerseits mit mangelnder Geschichtsaufarbeitung zu tun habe. Richter forderte eine offensivere Kommunikation gegenüber Bürgern und Aktivisten, um Hetze gegen Flüchtlinge zu ächten und rechtsfreie Räume im Internet und auf der Straße zu bekämpfen. Gleichzeitig müsse man die Motive der Proteste verstehen, um Menschen für den Diskurs zu gewinnen und Verständnis für die humanitäre Verpflichtung zu wecken, Flüchtlinge aufzunehmen. „Verstehen heißt nicht akzeptieren. Verstehen zu wollen, ist die Voraussetzung für den vernünftigen Diskurs.“
Im Herbst 2015 erklärte Richter, er habe seinen Lebensmittelpunkt nach Markkleeberg verlegt, inzwischen „eine gewisse Distanz“ zu Dresden und „das Gefühl für diese Stadt verloren“: „Dresden genügt sich zu oft selbst, darüber sollte die Bürgerschaft nachdenken.“ Die Pegida-Organisatoren hätten auf ihn den Eindruck von „Neonazis in verändertem Outfit“ gemacht. Nach seiner Rückkehr nach Dresden als Geschäftsführer der Stiftung Frauenkirche erklärte Richter im Februar 2017, er wolle weiter für Verständigung und Versöhnung eintreten: „Ich sehe aktuell großen Bedarf, die Zerrissenheit innerhalb der Gesellschaft zu benennen und zu überwinden.“ Seine Streitschrift Hört endlich zu!, die im Frühjahr 2018 beim Ullstein-Verlag erschien und von Richter in Auszügen auch auf dem Autorenblog Die Achse des Guten veröffentlicht wurde, stieß auf ein geteiltes Echo. Sie wurde von manchen wiederum als Beleg für ein zu unkritisches Verständnis für die Anliegen von AfD-Wählern und Pegidaanhängern aufgefasst, deren Radikalisierung Richter und andere mit ihren Einladungen zum Gespräch nicht hätten aufhalten können, während andere in der gesamtdeutschen „Lagebeschreibung“ einen „Akt der persönlichen zivilen Notwehr in einem hysterisierten gesellschaftlich-geistigen Klima“ erkennen. Richter kritisiert darin unter anderem mit Bezugnahme auf den Hallenser Psychoanalytiker Hans-Joachim Maaz, bereits in der frühen Phase von Pegida 2014/2015 wäre eine genaue Betrachtung und eine differenzierte politische Antwort nötig gewesen. Zwar habe es schon damals hetzerische Ansprachen und rechtsextremistische Ausfälle einzelner Redner gegeben, aber die Demonstranten „allesamt als rechte Scharfmacher und Strippenzieher“ zu betrachten und entweder zu ignorieren oder zu diffamieren, sei falsch gewesen.

#### Einschätzung zu den Ursachen der Ausschreitungen in Chemnitz 2018
Nach Ansicht Richters sind die fremdenfeindlichen Ausschreitungen in Chemnitz im Spätsommer 2018 „das Ergebnis einer Vernachlässigung der Wahrnehmung des Anwachsens einer rechtsextremistischen Szene insbesondere in Sachsen.“ Er sieht darin das Ergebnis einer „Politik der Herablassung“, in der autoritäre Denk- und Verhaltensmuster nachwirken. Richter prangert in dem Bundesland einen kulturellen und politischen „Bildungsnotstand“ an, „den auch die aktuelle Regierung, insbesondere die CDU-geführte Regierung zu verantworten“ habe. Die NPD habe schon vor 10 oder 15 Jahren mit verschiedenen Maßnahmen in Sachsen investiert, was von der Staatsregierung schöngeredet worden sei. Der Rechtsstaat müsse nun sein Gewaltmonopol wiederherstellen. Es müsse aber im Vorfeld gearbeitet werden und nicht erst dann, wenn wie in Chemnitz „das Kind […] bereits in den Brunnen gefallen“ sei. Während ökonomische und technische Infrastruktur in vielen Städten Ostdeutschlands gut entwickelt seien, habe die Politik die soziale, zivilgesellschaftliche, politische und auch die ethische Infrastruktur „nachhaltig und auch über längere Zeit hin vernachlässigt“. Es verlaufe eine „schwer zu definierende Grenzlinie zwischen West- und Osteuropa […] irgendwo auch mitten durch Deutschland hindurch“. Der östliche Teil habe die „Liberalisierungs- und Pluralisierungs- und auch ein wenig die Amerikanisierungswellen“ nicht so mitgemacht wie der westliche Teil Deutschlands und sei kulturell stark vom Blick nach dem Osten oder Südosten geprägt. So habe Sachsen eine „sehr homogene Bevölkerung“ und sei ein „topographisch, geographisch, auch historisch kohärentes Land […], das wenig mit Pluralisierung und Vielfalt Erfahrung hatte, das in vielerlei Hinsicht ja doch so ähnlich tickt wie beispielsweise Polen.“

## Hobbys
Für mehrere Kompositionen des Großenhainer Musikers Stefan Jänke schrieb Richter die Texte, darunter drei Musical-Oratorien und ein Kindermusical.

## Veröffentlichungen
- Worte wachsen langsam – aus dem Herbst ’89. 2. Auflage, Hille, Dresden 1998, ISBN 3-932858-04-2.
- In den Purzelbaum meiner Gefühle. Hille, Dresden 2004, ISBN 3-932858-06-9.
- Werterziehung an der Schule – Möglichkeiten und Grenzen (= Schriftenreihe zu Grundlagen, Zielen und Ergebnissen der parlamentarischen Arbeit der CDU-Fraktion des Sächsischen Landtages, Bd. 39). Dresden 2005.
- »Das letzte Jahr war das beste Jahr«. In: Eckhard Jesse, Thomas Schubert (Hrsg.): Zwischen Konfrontation und Konzession. Friedliche Revolution und deutsche Einheit in Sachsen. Ch. Links, Berlin 2010, ISBN 978-3-86153-608-6, S. 21–38.
- Hört endlich zu! Weil Demokratie Auseinandersetzung bedeutet. Ullstein, Berlin 2018, ISBN 978-3-550050-57-2, eingeschränkte Vorschau in der Google-Buchsuche.
- Gehört Sachsen noch zu Deutschland? Meine Erfahrungen in einer fragilen Demokratie. Ullstein, Berlin 2019, ISBN 978-3-550-20035-9.

## Auszeichnungen
- 1991: Europäischer Menschenrechtspreis, stellvertretend für alle friedlichen Demonstranten des Herbstes 1989 angenommen
- 1995: Bundesverdienstkreuz
- 1995: Erich-Kästner-Preis des Presseclubs Dresden
- 1997: Sächsische Verfassungsmedaille
- 2017: Ehrenmedaille der Landeshauptstadt Dresden